# U.S. Bank Center
Das U.S. Bank Center (ehemals First Wisconsin Center und Firstar Center) ist ein Wolkenkratzer in Downtown Milwaukee. Als die endgültige Höhe von 183,2 Metern (601 ft) erreicht wurde, ist es das höchste Gebäude im US-Bundesstaat Wisconsin. Bis 2001 war es der Hauptsitz der Firstar Company, später von U.S. Bancorp aufgekauft. Bruce Graham und James DeStefano von SOM entwarfen das Gebäude in Zusammenarbeit mit Fitzhugh Scott. Heute betreiben U.S. Bancorp und IBM Büros im Gebäude. Außerdem dient es als Hauptsitz zahlreicher kleinerer, regionaler Unternehmen.

## Bau und Geschichte
Die ersten Pläne der First Wisconsin National Bank ein neues Gebäude als Hauptsitz zu errichten kamen am 21. August 1969 auf. Obwohl noch keine Pläne angefertigt worden waren, wurde ein mindestens 40-stöckiges Gebäude angekündigt. Am 18. März 1971 wurde schließlich das endgültige Design eins 42-stöckigen, 601 Fuß hohen Wolkenkratzers vorgestellt. Das Projektdesign wurde von James DeStefanon von SOM in Zusammenarbeit mit dem lokalen Architektenbüro Fitzhugh Scott Architects erstellt und unter dem Namen First Wisconsin Center angekündigt. Gegen Vollendung des Baus kam es zu einigen Todesfällen. Im Juli 1973 stürzte ein Baukran 41 Stöcke in die Tiefe. Ein Arbeiter starb, 4 weitere wurden verletzt. Bereits am 29. August 1972 wurde die Endhöhe erreicht. Am 4. September 1973 wurden die ersten Mietverträge abgeschlossen, woraufhin der Turm am 6. Oktober desselben Jahres offiziell eröffnet wurde.

### First Wisconsin Center
Noch während der Bauarbeiten, kam es im September 1972 zu einer Klage in Höhe von 138 US-Dollar einiger lokaler Unternehmen, die sich mit anderen Projekten beschäftigten. Die Anschuldigung richtete sich gegen die Art und Weise der Errichtung des Gebäudes, wobei es ein Nachbarprojekt im nebenliegenden Block in Vergessenheit geraten lassen würde. Nach Streitereien, die sich über mehrere Jahre hinweg erstreckten, kam es nach einem anschließenden Prozess zu einer Schuldigsprechung von First Wisconsin. Die Kläger bekamen 18 Mio. US-Dollar zugesprochen. First Wisconsin legte daraufhin Berufung ein. Es kam zu einem erneuten Prozess in dem First Wisconsin den Zuspruch bekam und von sämtlichen Kosten befreit wurde.
Im Jahr 1987 wurde angekündigt, dass der Turm für 195 Mio. US-$ von dem Unternehmen Trammell Crow gekauft werden würde. Pläne des Unternehmens, ein höheres Gebäude zu errichten, blieben unverwirklicht. Im Januar 1988 wurde der Verkauf vollendet, woraufhin ein Weiterverkauf folgte.

### Firstar Center
Im Zuge der Ausweitung seiner Geschäftstätigkeit über den Bundesstaat Wisconsin hinaus änderte First Wisconsin seinen Namen im Dezember 1988 zu Firstar Corporation. Im Mai 1992 wurden alle Namen auf Firstar Bank umgestellt. Somit wurde das Gebäude am 14. September 1992 zu Firstar Center umbenannt. 1996 wurde ein Skywalk zum benachbarten Lewis Center installiert.
1998 wurde das Gebäude erneut zum Verkauf angeboten. Im November desselben Jahres kaufte das Unternehmen Star Banc of Cincinnati für 200 Mio. US-$.

### U.S. Bank Center
Im Oktober 2000 kündigte Firstar Bank den Kauf von U.S. Bancorp an, welche zukünftig auch Namensgeber der Bank sein wird. Der Verkauf wurde im Februar 2001 vollendet und das Gebäude am 3. Mai 2002 in das U.S. Bank Center umbenannt. Das Unternehmen beschloss die Parkgarage aus dem Jahr 1973 nach einem Zwischenfall zu erneuern. Das alte Gebäude wurde abgerissen und ein neues im Juni 2010 eröffnet.

## Architektur
Das Gebäude wurde von James DeStefano und Bruce Graham entworfen. Es nimmt einen kompletten Block ein. Es besteht aus einem Stahlgerüst und aus einer Fassade aus weißem Aluminium und Glas.
Die Fassade blieb weitestgehend unverändert. Pläne von Firstar, das Logo an alle vier Seiten des Gebäudes anzubringen stießen auf große Kritik. Im Jahr 2002 wurde es durch ein weißes U.S. Bancorp Logo ersetzt.
Die Fenstergläser des Gebäudes erscheinen zu besonderen Anlässen in verschiedenen Farben, so zum Beispiel zu Ferienbeginn, Festen oder Veranstaltungen.

## Sonstiges
Im Juli 1987 wurde auf Höhe des 41 Stockwerks Nestplätze für Wanderfalken geschaffen. Die war ein Teil einer Umweltinitiative, die das Ziel hatte, einen Neubestand an Wanderfalken aufzubauen, deren Bestand während des Zweiten Weltkrieges nahezu komplett ausgelöscht wurde. Der Platz wurde aufgrund der Attraktivität für Vögel gewählt. Ein Jahr nach der Installation schlüpften die ersten beiden Wanderfalken seit den 1960ern. Seit der Installation wurden insgesamt 67 Junge geboren.